# NGC 7474
NGC 7474 é uma galáxia lenticular (S0) localizada na direcção da constelação de Pegasus. Possui uma declinação de +20° 04' 04" e uma ascensão recta de 23 horas, 04 minutos e 04,3 segundos.
A galáxia NGC 7474 foi descoberta em 9 de Setembro de 1864 por Albert Marth.